# Dammastock

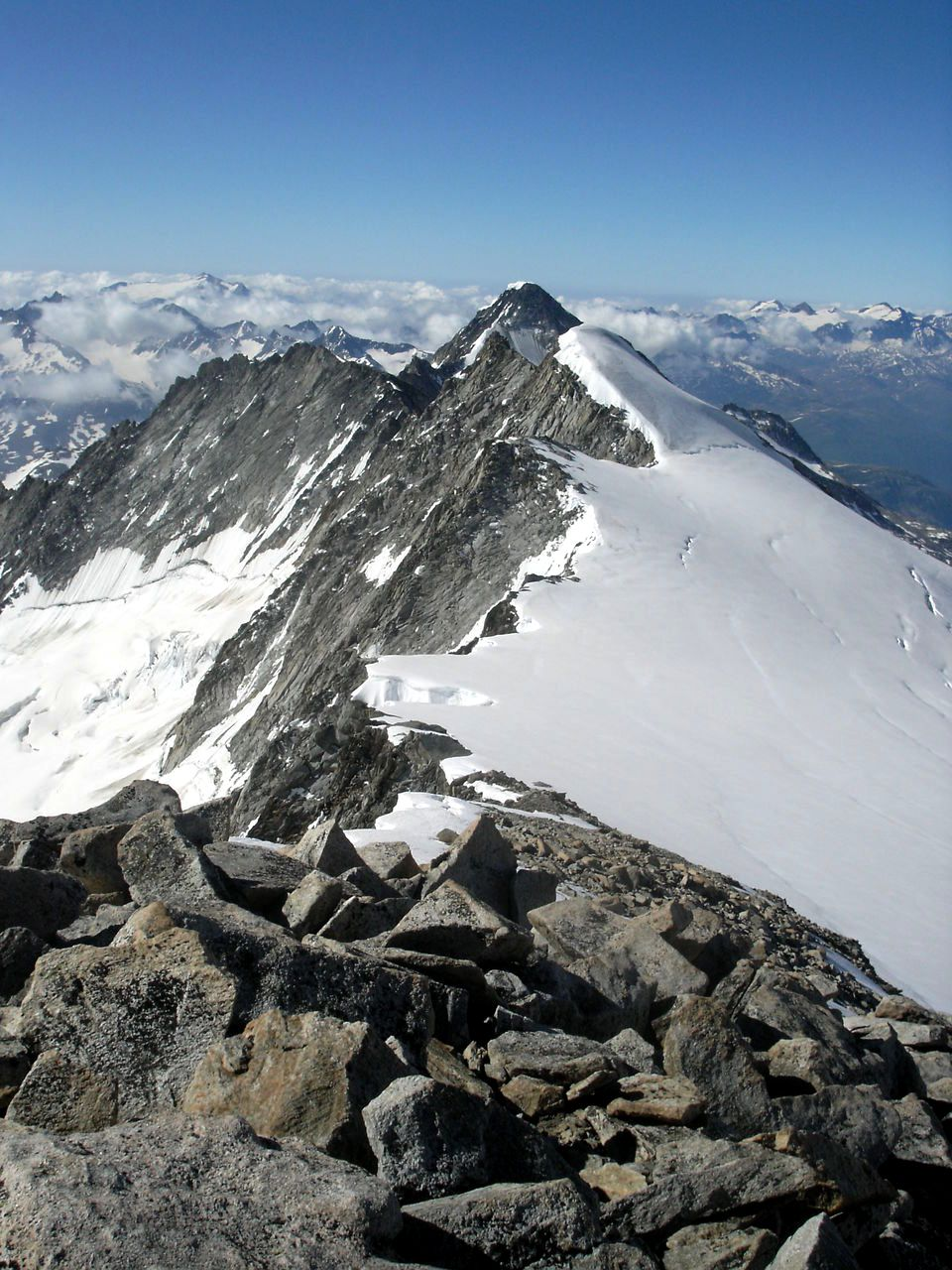
Vista desde la cima hacia el Galenstock

El Dammastock (3630 m) es la montaña más alta de los Alpes Urner en Suiza y forma parte del macizo Winterberg. La cresta de su cumbre forma la frontera entre los cantones de Uri y el Valais. Es la cumbre más alta del cantón de Uri. El punto de partida entre los cantones de Berna, Valais y Uri se encuentra cerca de Eggstock, al norte del Dammastock. Administrativamente, el Dammastcok se divide entre los municipios de Göschenen (Uri) y Obergoms (Valais). 
El macizo está casi completamente cubierto de hielo: el gran glaciar del Ródano, en el lado oeste; el glaciar Damma, más pequeño, en el lado este; y el glaciar Trift ,en el lado norte. 
Albert Hoffmann-Burkhardt lo subió por primera vez con los guías Johann Fischer y Andreas von Weissenfluh el 28 de julio de 1864. 

## Refugios
- Refugio de Dammastock (2445 m)
- Hotel Tiefenbach (2109 m)